# Schweizerischer Verein von Gebäudetechnik-Ingenieuren
Der Schweizerische Verein von Gebäudetechnik-Ingenieuren (SWKI, Abkürzung aus dem ehem. Vereinsnamen Schweizerischer Verein von Wärme- und Klimaingenieuren) ist ein eigenständiger Verein im Sinne von Art 60 ff. ZGB mit Sitz in Schönbühl und gilt als Fachverein des Schweizerischer Ingenieur- und Architektenvereins (SIA) in der Berufsgruppe Technik. 

## Geschichte
Der SWKI besteht seit 1962 und ist aus der Sektion Schweiz des ASHRAE (American Society of Heating, Refrigerating and Air-Conditioning Engineers Inc. Atlanta) hervorgegangen. Der Verein ist mit dem ASHRAE affiliert und der REHVA, der europäischen Dachorganisation der nationalen Fachvereine, angeschlossen. Seit Dezember 2008 ist der SWKI Fachverein des SIA in der Berufsgruppe Technik.

## SWKI-Richtlinien
Der Verein erarbeitet in Arbeitsgruppen die SWKI-Richtlinien, die in der Schweiz den Stand der Technik im Bereich der technischen Gebäudeausrüstung repräsentieren. Diese sind in der Regel in Deutsch und Französisch erhältlich.